# Európai Filmdíjak 1990
A 3. Európai Filmdíj-átadó ünnepséget (3rd European Film Awards) ~ a díj akkori neve után Felix-gálát – 1990. december 2-án tartották meg Európa 1990. évi kulturális fővárosában, Glasgowban újonnan felavatott Royal Concert Hallban. A gálán a tagországok által nevezett, az év folyamán hivatalosan bemutatott alkotások közül az Európai Filmakadémia zsűrije által legjobbnak tartott filmeket, illetve alkotóikat részesítették elismerésben. Az est házigazdája két brit újságíró és televíziós műsorvezető volt:  Sheena McDonald és Melvyn Bragg.
Az 1990. évi Felix-díjakért 26 ország két-két legjobbnak ítélt nagyjátékfilmje, valamint egy dokumentumfilmje versenyzett. Magyarország játékfilm kategóriában Grunwalsky Ferenc Kicsi, de nagyon erős, újoncfilm kategóriában Fehér György Szürkület, míg dokumentumfilm kategóriában Erdélyi János és Zsigmond Dezső Vérrel és kötéllel című alkotását nevezte. A zsűribe Rózsa János rendezőt delegálták. A magyar filmeket végül nem jelölték díjra.
A svéd Suzanne Osten filmdrámája, a Skyddsängeln 8 jelölést kapott 6 kategóriában; érdekes módon a legjobb mellékszereplő színésznő kategória mindhárom jelöltje a film szereplője volt. Hat jelölést kapott Edmond Rostand romantikus történelmi drámájának adaptációja, a Cyrano de Bergerac, a francia Jean-Paul Rappeneau rendezésében, Gérard Depardieu főszereplésével. Három-három díjra jelölték Carlos Saura Jaj, Carmela! című, a spanyol polgárháborúban játszódó vígjátékát, valamint a lengyel Ryszard Bugajski 1982-ben forgatott, de betiltott és az óta dobozban heverő drámáját, a Kihallgatást.
A zsűri elnöki tisztét maga Ingmar Bergman az Európai Filmtársaság elnöke vállalta el. A legsikeresebb alkotás az olasz Nyitott ajtók lett, alkotói a legjobb film Felixe mellett a legjobb operatőri díjat, továbbá két külön elismerést vehettek át. Két díjat nyert a rendezőként debütáló Kenneth Branagh alkotása, az V. Henrik: a film megkapta a legjobb újoncfilm díját, a főszerepet is játszó rendező pedig egyben az év legjobb európai színésze lett.
Mindkét nagyszámú jelölést kapott film alkotói csalódottan távoztak: a Skyddsängeln csak azt a kategóriát nyerte meg, amelyikben más szereplő nem volt, a Cyrano de Bergerac pedig mindössze a legjobb látványtervezői díjat kapta meg.

## A zsűri tagjai
- Ingmar Bergman filmrendező, a zsűri elnöke –  Svédország
- Suso Cecchi D'Amico forgatókönyvíró –  Olaszország
- Theo Angelopoulos filmrendező –  Görögország
- Deborah Kerr színésznő –  Egyesült Királyság
- Jeanne Moreau színésznő –  Franciaország
- Andrej Szmirnov színész, forgatókönyvíró, filmrendező –  Szovjetunió
- Margarethe von Trotta filmrendező –  Németország

## Díjazottak és jelöltek
| „Díjazott” – szürkéskék háttérrel   |
| „Jelölt” – világos szürke háttérrel |

### Az év legjobb európai filmje
| Magyar címe        | Eredeti címe           | Rendező             | Ország        |
| ------------------ | ---------------------- | ------------------- | ------------- |
| Nyitott ajtók      | Porte aperte           | Gianni Amelio       | Olaszország   |
| A gyufagyári lány  | Tulitikkutehtaan tyttö | Aki Kaurismäki      | Finnország    |
| Cyrano de Bergerac | Cyrano de Bergerac     | Jean-Paul Rappeneau | Franciaország |
| Jaj, Carmela!      | ¡Ay Carmela!           | Carlos Saura        | Spanyolország |
| Kihallgatás        | Przesłuchanie          | Ryszard Bugajski    | Lengyelország |
| –––                | Maty (Мать)            | Gleb Panfilov       | Szovjetunió   |
| –––                | Skyddsängeln           | Suzanne Osten       | Svédország    |

### Az év legjobb európai újoncfilmje
| Magyar címe                        | Eredeti címe                                       | Rendező             | Ország             |
| ---------------------------------- | -------------------------------------------------- | ------------------- | ------------------ |
| V. Henrik                          | Henry V                                            | Kenneth Branagh     | Egyesült Királyság |
| Fehér galamb                       | La blanca paloma                                   | Juan Miñón          | Spanyolország      |
| –––                                | Turnè                                              | Gabriele Salvatores | Olaszország        |
| Kegyetlen világ                    | Un monde sans pitié                                | Éric Rochant        | Franciaország      |
| Dermedj meg, halj meg, támadj fel! | Zamri, umri, voszkreszni! (Замри, умри, воскресни) | Vitalij Kanevszkij  | Szovjetunió        |

### Az év legjobb európai dokumentumfilmje
| Magyar címe | Eredeti címe | Rendező         | Ország |
| ----------- | ------------ | --------------- | ------ |
| –––         | Skersiela    | Ivars Seletskis | ()     |

### Az év legjobb európai színésznője
| Nyertesek és jelöltek | Magyar címe        | Eredeti címe       |
| --------------------- | ------------------ | ------------------ |
| Carmen Maura          | Jaj, Carmela!      | ¡Ay Carmela!       |
| Anne Brochet          | Cyrano de Bergerac | Cyrano de Bergerac |
| Krystyna Janda        | Kihallgatás        | Przesluchanie      |

### Az év legjobb európai színésze
| Nyertesek és jelöltek | Magyar címe        | Eredeti címe       |
| --------------------- | ------------------ | ------------------ |
| Kenneth Branagh       | V. Henrik          | Henry V            |
| Gérard Depardieu      | Cyrano de Bergerac | Cyrano de Bergerac |
| Philip Zandén         | Skyddsängeln       | Skyddsängeln       |

### Az év legjobb forgatókönyvírója
| Nyertesek és jelöltek                             | Magyar címe                        | Eredeti címe                                       |
| ------------------------------------------------- | ---------------------------------- | -------------------------------------------------- |
| Vitalij Kanyevszkij                               | Dermedj meg, halj meg, támadj fel! | Zamri, umri, voszkreszni! (Замри, умри, воскресни) |
| Etienne Glaser Madeleine Gustafsson Suzanne Osten | –––                                | Skyddsängeln                                       |
| Ryszard Bugajski Janusz Dymek                     | Kihallgatás                        | Przesluchanie                                      |

### Az év legjobb európai operatőre
| Nyertesek és jelöltek | Magyar címe        | Eredeti címe       |
| --------------------- | ------------------ | ------------------ |
| Tonino Nardi          | Nyitott ajtók      | Porte aperte       |
| Pierre Lhomme         | Cyrano De Bergerac | Cyrano De Bergerac |
| Göran Nilsson         | –––                | Skyddsängeln       |

### Az év legjobb európai látványtervezője
| Nyertesek és jelöltek                                                 | Magyar címe                                   | Eredeti címe                                       |
| --------------------------------------------------------------------- | --------------------------------------------- | -------------------------------------------------- |
| Ezio Frigerio (díszlet) Franca Squarciapino (jelmez)                  | Cyrano de Bergerac                            | Cyrano de Bergerac                                 |
| Jan Roelfs (díszlet) Ben van Os (díszlet) Jean-Paul Gaultier (jelmez) | A szakács, a tolvaj, a feleség és a szeretője | The Cook the Thief His Wife & Her Lover            |
| Jurij Pasigorjev                                                      | Dermedj meg, halj meg, támadj fel!            | Zamri, umri, voszkreszni! (Замри, умри, воскресни) |

### Az év legjobb európai zeneszerzője
| Nyertesek és jelöltek    | Magyar címe           | Eredeti címe       |
| ------------------------ | --------------------- | ------------------ |
| A díjat nem ítélték oda. |                       |                    |
| Jean-Luc Godard          | Új hullám             | Nouvelle Vague     |
| Jean-Claude Petit        | Cyrano de Bergerac    | Cyrano de Bergerac |
| Jürgen Knieper           | Decemberi menyasszony | December Bride     |

### Az EFT életműdíja
| Díjazott      | Foglalkozás | Ország        |
| ------------- | ----------- | ------------- |
| Andrzej Wajda | filmrendező | Lengyelország |

### Az év legjobb európai mellékszereplő színésznője
| Nyertesek és jelöltek | Magyar címe  | Eredeti címe |
| --------------------- | ------------ | ------------ |
| Malin Ek              | Skyddsängeln | Skyddsängeln |
| Lena Nylén            | Skyddsängeln | Skyddsängeln |
| Gunilla Röör          | Skyddsängeln | Skyddsängeln |

### Az év legjobb európai mellékszereplő színésze
| Nyertesek és jelöltek | Magyar címe   | Eredeti címe |
| --------------------- | ------------- | ------------ |
| Dmitrij Pevcov        | –––           | Maty (Мать)  |
| Björn Kjellman        | Skyddsängeln  | Skyddsängeln |
| Gabino Diego          | Jaj, Carmela! | ¡Ay Carmela! |

### Az év európai felfedezettje
| Nyertesek és jelöltek | Magyar címe   | Eredeti címe |
| --------------------- | ------------- | ------------ |
| Ennio Fantastichini   | Nyitott ajtók | Porte aperte |

### A zsűri különdíja
| Díjazott                               | Foglalkozás              | Magyar cím            | Eredeti cím    |
| -------------------------------------- | ------------------------ | --------------------- | -------------- |
| Gian Maria Volonté                     | színész                  | Nyitott ajtók         | Porte aperte   |
| Thaddeus O'Sullivan Jonathan Cavendish | filmrendező filmproducer | Decemberi menyasszony | December Bride |

### Külön dicséret
| Díjazott      | Foglalkozás | Magyar cím                         | Eredeti cím                                        |
| ------------- | ----------- | ---------------------------------- | -------------------------------------------------- |
| Pavel Nazarov | színész     | Dermedj meg, halj meg, támadj fel! | Zamri, umri, voszkreszni! (Замри, умри, воскресни) |

### A dokumentumfilmes zsűri külön dicsérete
| Díjazott                      | Foglalkozás          | Magyar cím | Eredeti cím            |
| ----------------------------- | -------------------- | ---------- | ---------------------- |
| Nicolas Humbert Werner Penzel | filmrendező operatőr | –––        | Step Across the Border |

### Az Európai Filmtársaság különdíja
| Díjazott                        | Foglalkozás | Magyar cím | Eredeti cím |
| ------------------------------- | ----------- | ---------- | ----------- |
| Szovjet Filmkészítők Szövetsége |             |            |             |